# Hội chứng fragile X

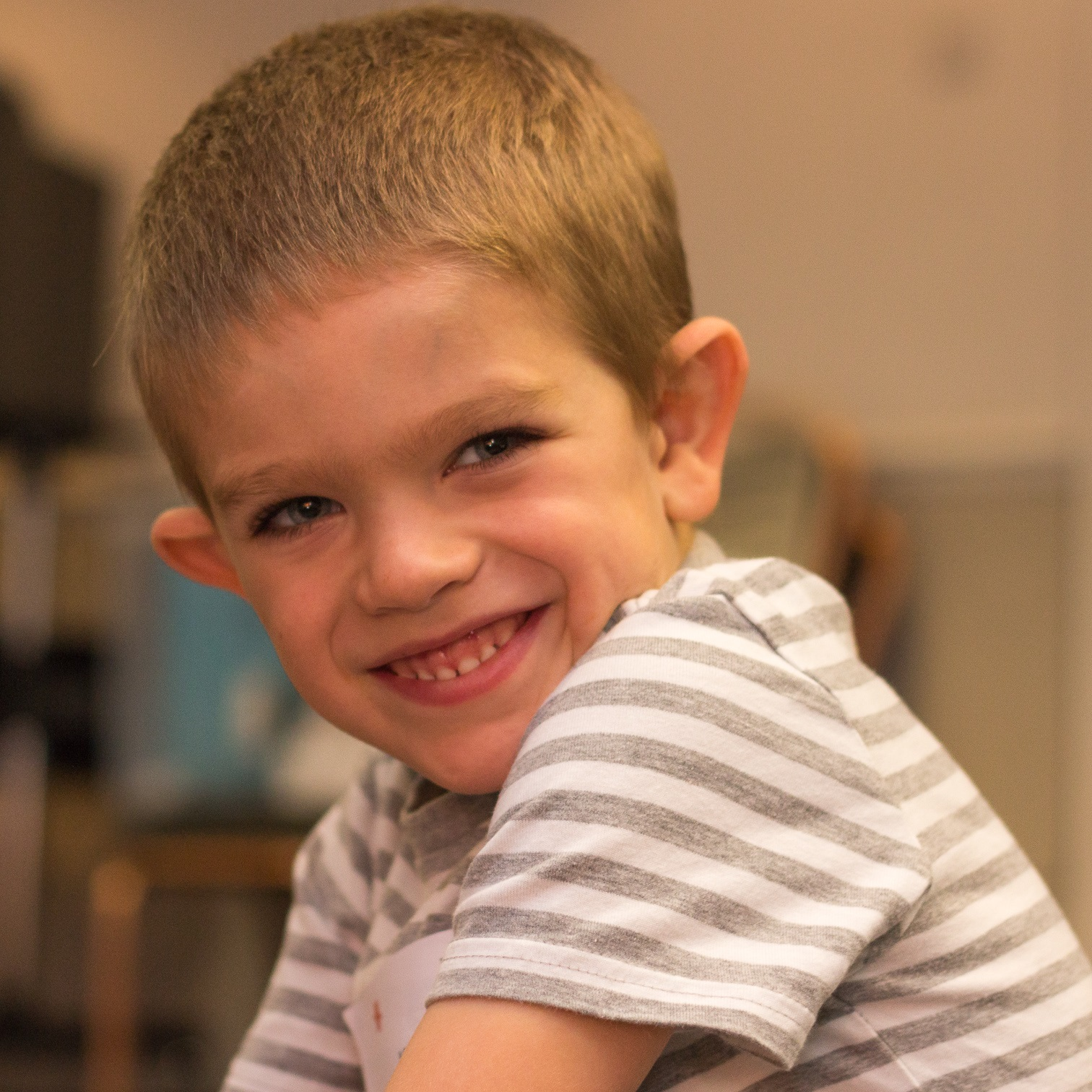
Một thiếu niên mắc FXS.

Hội chứng fragile X (Fragile X Syndrome / FXS) là một rối loạn di truyền. Các triệu chứng thường bao gồm khuyết tật trí tuệ nhẹ đến trung bình. IQ trung bình ở nam giới dưới 55. Đặc điểm hình thể có thể bao gồm khuôn mặt dài và hẹp, tai lớn, ngón tay linh hoạt và tinh hoàn lớn. Khoảng một phần ba những người bị ảnh hưởng có các đặc điểm của bệnh tự kỷ như các vấn đề với các tương tác xã hội và chậm nói. Tăng động là phổ biến và co giật xảy ra trong khoảng 10%. Nam giới thường bị ảnh hưởng nhiều hơn nữ giới.
Hội chứng fragile X được kế thừa theo phương thức di truyền gen trội liên kết X. Phụ nữ có tiền căn tăng nguy cơ sinh con bị ảnh hưởng. Nó thường là do sự mở rộng của bộ ba CGG lặp lại trong gen <i id="mwOQ">suy giảm trí tuệ 1</i> (FMR1) <i id="mwOQ">mong manh</i> trên nhiễm sắc thể X. Điều này dẫn đến không đủ protein chậm phát triển trí tuệ X (FMRP), cần thiết cho sự phát triển bình thường của các kết nối giữa các tế bào thần kinh. Chẩn đoán yêu cầu xét nghiệm di truyền để xác định số lần lặp lại CGG trong gen FMR1. Bình thường là từ 5 đến 40 lần lặp lại, hội chứng fragile X xảy ra với hơn 200 lần và một tiền đề được cho là xuất hiện khi một số lần lặp lại trung gian xảy ra. Thử nghiệm cho người mang mầm bệnh có thể cho phép tư vấn di truyền.
Bệnh này hiện tại không thể chữa khỏi. Can thiệp sớm được khuyến nghị vì nó cung cấp nhiều cơ hội nhất để phát triển đầy đủ các kỹ năng. Những can thiệp này có thể bao gồm giáo dục đặc biệt, trị liệu ngôn ngữ, vật lý trị liệu hoặc trị liệu hành vi. Thuốc có thể được sử dụng để điều trị co giật liên quan, vấn đề tâm trạng, hành vi hung hăng hoặc ADHD. Hội chứng Fragile X được ước tính xảy ra ở 1,4 trên 10.000 nam và 0,9 ở 10.000 nữ.

## Dấu hiệu và triệu chứng

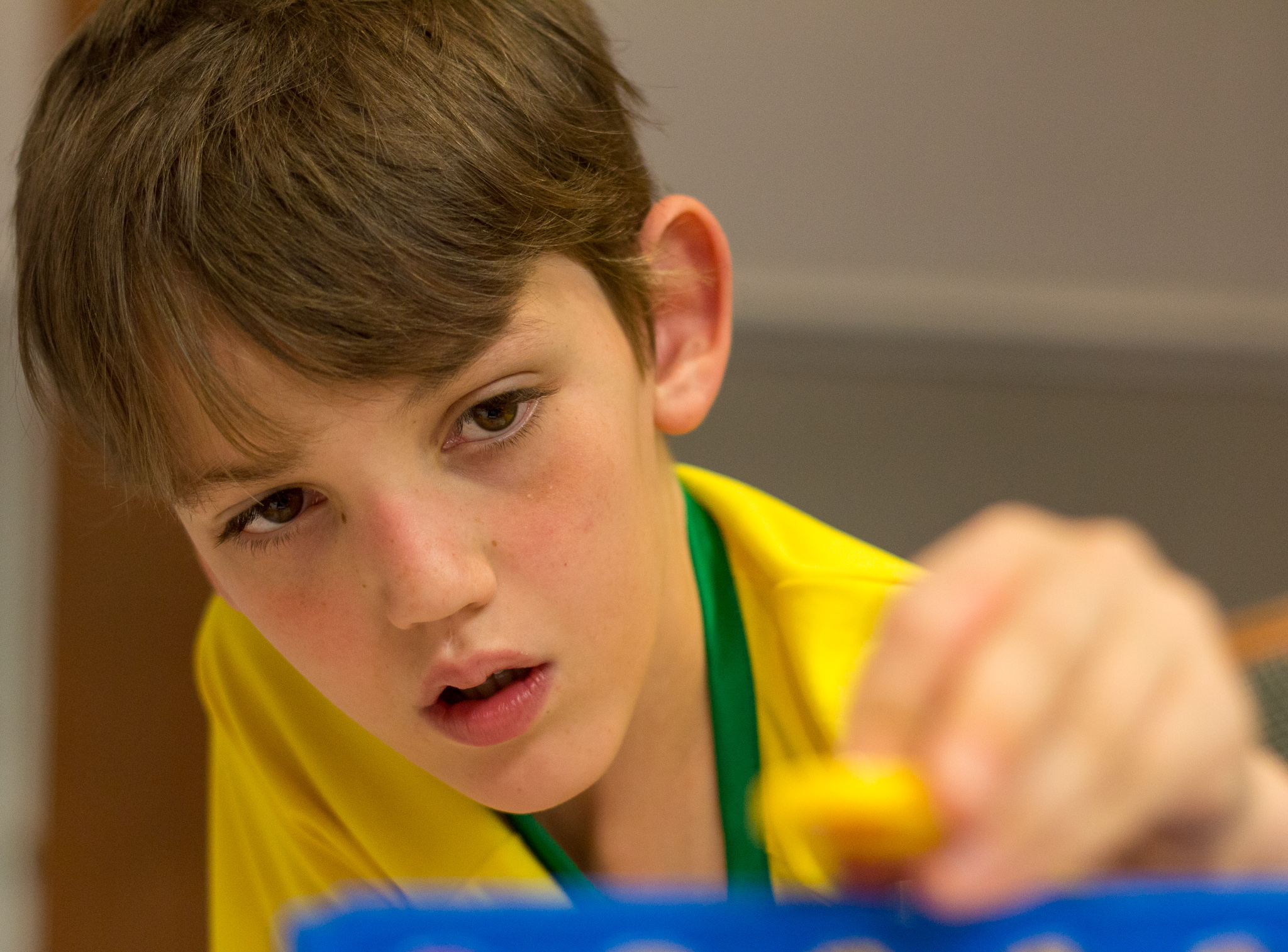
Các đặc điểm nổi bật của hội chứng bao gồm khuôn mặt thon dài, tai to hoặc nhô ra và trương lực cơ thấp.

Hầu hết trẻ nhỏ không thể hiện bất kỳ dấu hiệu thể chất nào của FXS. Mãi đến tuổi dậy thì, các tính năng vật lý của FXS mới bắt đầu phát triển. Ngoài khuyết tật trí tuệ, các đặc điểm nổi bật của hội chứng có thể bao gồm khuôn mặt thon dài, tai to hoặc lồi, bàn chân bẹt, tinh hoàn lớn hơn  và trương lực cơ thấp. Viêm tai giữa tái phát (nhiễm trùng tai giữa) và viêm xoang là phổ biến trong thời thơ ấu. Lời nói có thể lộn xộn hoặc lo lắng. Các đặc điểm hành vi có thể bao gồm các chuyển động rập khuôn (ví dụ: vỗ tay) và phát triển xã hội không điển hình, đặc biệt là sự nhút nhát, giao tiếp bằng mắt hạn chế, các vấn đề về trí nhớ và khó khăn trong việc mã hóa khuôn mặt. Một số cá nhân mắc hội chứng fragile X cũng đáp ứng các tiêu chuẩn chẩn đoán cho bệnh tự kỷ.